# Wancerzów (gmina)

Gmina na tle zmieniającego się podziału administracyjnego powiatu częstochowskiego

Wancerzów (do 1868 Krasice; od 1952 Mstów) – dawna gmina wiejska istniejąca w latach 1868–1952 w Kieleckiem i Katowickiem. Siedzibą władz gminy był Wancerzów.

## Historia
Gmina Wancerzów powstała 8 lutego?/20 lutego 1868 z obszaru zniesionej gminy Krasice. Jednostka należała do powiatu częstochowskiego w guberni piotrkowskiej Królestwa Polskiego. 19 maja?/31 maja 1870 do gminy przyłączono pozbawiony praw miejskich Mstów.
W okresie międzywojennym gmina Wancerzów należała do powiatu częstochowskiego w woj. kieleckim.
Po wojnie gmina przejściowo zachowała przynależność administracyjną, lecz już 6 lipca 1950 roku została wraz z całym powiatem częstochowskim przyłączona do woj. katowickiego.
1 lipca 1952 gmina Wancerzów została zniesiona:
- większość jej terytorium została przemianowana na gminę Mstów (Brzyszów, Cegielnia, Gąszczyk, Jaskrów, Kłobukowice, Kuchary, Małusy Małe, Małusy Wielkie, Mstów, Siedlec, Wancerzów i Zawada),
  - do nowej gminy Mstów włączono także gromadę Srocko z gminą Rędziny, natomiost osiedle Ołowianka z gminy Mstów (czyli z dotychczasowej gminy Wancerzów) włączono do gminą Rędziny;
- pięć gromad z gminy Wancerzów włączono do nowo utworzonej gminy Mokrzesz (Jaźwiny, Krasice, Łuszczyn, Mokrzesz i Wola Mokrzeska),
- jedną gromadę włączono  do nowo utworzonej gminy Żuraw (Kobyłczyce).

W dniu powołania gmina Mstów była podzielona na 13 gromad: Brzyszów, Cegielnia, Gąszczyk, Jaskrów, Kłobukowice, Kuchary, Małusy, Małusy Wielkie, Mstów, Siedlec I, Srocko, Wancerzów i Zawada (gromadę Wancerzów zniesiono 20 kwietnia 1953, włączając ją do gromady Mstów).